# Biatlon na Zimních olympijských hrách 2018 – závod s hromadným startem muži
Mužský biatlonový závod s hromadným startem na 15 km na Zimních olympijských hrách 2018 v jihokorejském Pchjongčchangu se konal v Běžeckém centru Alpensia dne 18. února 2018. Zlato z minulých her obhajoval Emil Hegle Svendsen.
V závodě zvítězil až na cílové čáře Martin Fourcade před Simonem Schemppem. Bronzovou medaili vybojoval Emil Hegle Svendsen.

## Program
Časy jsou uvedeny v korejském čase (UTC+9).
| Datum          | Čas           | Fáze závodu |
| -------------- | ------------- | ----------- |
| 18. února 2018 | 20:15 – 20:54 | Finále      |

## Průběh závodu
Francouz Martin Fourcade nezasáhl při první položce jeden terč, propadl se až do druhé skupiny závodníků, ale další čistou střelbou a tradičně rychlým během snižoval náskok vedoucí skupiny a v polovině závodu se dostal do čela. Na poslední střelbu přijížděl společně s Němci Erikem Lesserem a Simonem Schemppem. Při ní sice nezasáhl jeden terč, ale jednu chybu udělal i Schempp a Lesser dvě. Protože čtyři další závodních chybovali, odjížděli do posledního kola s náskokem Fourcade a Schempp. Francouz se dvakrát snažil nastoupit, ale Němec se stále držel v závěsu. Do cílové roviny najížděl jako první Fourcade, ale Schempp využil druhou pozici, přejel do vedlejší dráhy a Fourcada dojel, takže musela rozhodovat cílová fotografie. Fourcade po dojezdu do cíle zklamaně udeřil hůlkou do sněhu, protože si pamatoval, že ve stejném závodě před čtyřmi lety  prohrál stejným způsobem s Emilem Hegle Svendsenem. Tentokrát však technika ukázala, že první byl Fourcade, který tak jako jediný biatlonista získal dvě medaile na těchto hrách. Třetí místo pak ve finiši vybojoval Nor Svendsen, který těsně před cílem předjel Lessera a Benedikta Dolla. Favorizovaný Johannes Thingnes Bø udělal tři chyby při druhé střelbě a skončil na 16. místě.
Z českých reprezentantů střílel zpočátku čistě Ondřej Moravec. Pomaleji běžel, přesto se po třetí střelbě dostal na čtvrté místo. Při poslední střelbě však nezasáhl jeden terč a odjížděl na sedmém místě. V posledním kole se před něj dostali další čtyři závodníci a Moravec tak dokončil na 11. pozici. Michal Krčmář udělal celkem pět chyb na střelnici a vinou pomalejšího běhu a velmi pomalé střelby dojel do cíle na 26. místě.

## Výsledky
| P                           | SČ | Jméno                  | Stát        | Běžecký čas | Čas na střelnici A | Čas na střelnici B | Čas v cíli | Ztráta  |
| --------------------------- | -- | ---------------------- | ----------- | ----------- | ------------------ | ------------------ | ---------- | ------- |
| Zlatá olympijská medaile    | 2  | Martin Fourcade        | Francie     | 31:40,5     | 2:49,4 (1:43,6)    | 1:17,4 (1+0+0+1)   | 35:47,3    | CF      |
| Stříbrná olympijská medaile | 14 | Simon Schempp          | Německo     | 31:58,1     | 2:56,8 (1:52,1)    | 0:52,4 (0+0+0+1)   | 35:47,3    | CF      |
| Bronzová olympijská medaile | 15 | Emil Hegle Svendsen    | Norsko      | 31:44,8     | 2:57,0 (1:43,3)    | 1:16,7 (1+0+1+0)   | 35:58,5    | +11,2   |
| 4.                          | 19 | Erik Lesser            | Německo     | 31:57,9     | 2:44,7 (1:40,0)    | 1:16,3 (0+0+0+2)   | 35:58,9    | +11,6   |
| 5.                          | 8  | Benedikt Doll          | Německo     | 32:20,0     | 2:51,1 (1:47,1)    | 0:55,0 (0+0+1+0)   | 36:06,1    | +18,8   |
| 6.                          | 18 | Julian Eberhard        | Rakousko    | 31:49,1     | 2:50,8 (1:45,4)    | 1:38,1 (1+0+1+1)   | 36:18,0    | +30,7   |
| 7.                          | 20 | Erlend Bjøntegaard     | Norsko      | 32:04,2     | 2:59,0 (1:48,4)    | 1:16,2 (0+0+2+0)   | 36:19,4    | +32,1   |
| 8.                          | 10 | Tarjei Bø              | Norsko      | 31:49,6     | 2:54,7 (1:41,0)    | 1:37,6 (1+0+2+0)   | 36:21,9    | +34,6   |
| 9.                          | 25 | Jesper Nelin           | Švédsko     | 32:15,1     | 2:54,0 (1:40,3)    | 1:12,8 (0+2+0+0)   | 36:21,9    | +34,6   |
| 10.                         | 6  | Jakov Fak              | Slovinsko   | 32:15,4     | 3:11,2 (2:01,1)    | 0:56,8 (0+0+1+0)   | 36:23,4    | +36,1   |
| 11.                         | 29 | Ondřej Moravec         | Česko       | 32:26,2     | 3:00,6 (1:46,8)    | 0:56,8 (0+0+0+1)   | 36:23,6    | +36,3   |
| 12.                         | 9  | Dominik Landertinger   | Rakousko    | 32:41,9     | 3:06,1 (1:54,0)    | 0:59,3 (0+0+1+0)   | 36:47,3    | +1:00,0 |
| 13.                         | 1  | Arnd Peiffer           | Německo     | 31:46,8     | 3:00,2 (1:53,2)    | 2:00,5 (1+0+1+2)   | 36:47,5    | +1:00,2 |
| 14.                         | 16 | Simon Eder             | Rakousko    | 32:48,0     | 2:36,5 (1:28,0)    | 1:36,5 (1+0+0+2)   | 37:01,0    | +1:13,7 |
| 15.                         | 26 | Fredrik Lindström      | Švédsko     | 32:31,9     | 2:52,8 (1:38,2)    | 1:37,9 (0+0+2+1)   | 37:02,6    | +1:15,3 |
| 16.                         | 3  | Johannes Thingnes Bø   | Norsko      | 32:20,2     | 3:07,8 (1:59,8)    | 1:39,3 (0+3+0+0)   | 37:07,3    | +1:20,0 |
| 17.                         | 7  | Dominik Windisch       | Itálie      | 32:15,8     | 2:57,5 (1:53,4)    | 1:54,4 (0+1+2+1)   | 37:07,7    | +1:20,4 |
| 18.                         | 12 | Lukas Hofer            | Itálie      | 32:09,1     | 3:07,8 (1:58,0)    | 1:50,8 (1+1+0+2)   | 37:07,7    | +1:20,4 |
| 19.                         | 23 | Antonin Guigonnat      | Francie     | 31:52,9     | 3:01,4 (1:50,2)    | 2:21,0 (1+0+2+2)   | 37:15,3    | +1:28,0 |
| 20.                         | 22 | Klemen Bauer           | Slovinsko   | 32:27,5     | 2:51,2 (1:42,7)    | 2:01,1 (1+0+2+1)   | 37:19,8    | +1:32,5 |
| 21.                         | 30 | Tero Seppälä           | Finsko      | 32:51,4     | 2:59,8 (1:51,7)    | 1:33,8 (1+2+0+0)   | 37:25,0    | +1:37,7 |
| 22.                         | 11 | Simon Desthieux        | Francie     | 32:34,4     | 2:53,4 (1:47,5)    | 2:18,1 (1+2+2+0)   | 37:45,9    | +1:58,6 |
| 23.                         | 5  | Sebastian Samuelsson   | Švédsko     | 32:54,8     | 3:03,8 (1:55,9)    | 2:00,2 (0+1+2+1)   | 37:58,8    | +2:11,5 |
| 24.                         | 28 | Serafin Wiestner       | Švýcarsko   | 33:29,4     | 2:55,5 (1:47,5)    | 1:36,0 (2+1+0+0)   | 38:00,9    | +2:13,6 |
| 25.                         | 21 | Timofej Lapšin         | Jižní Korea | 34:40,1     | 2:32,9 (1:23,0)    | 0:54,4 (0+1+0+0)   | 38:07,4    | +2:20,1 |
| 26.                         | 4  | Michal Krčmář          | Česko       | 32:43,6     | 3:08,4 (2:01,0)    | 2:17,9 (1+1+1+2)   | 38:09,9    | +2:22,6 |
| 27.                         | 13 | Benjamin Weger         | Švýcarsko   | 32:48,4     | 3:01,4 (1:52,2)    | 2:20,7 (2+2+1+0)   | 38:10,5    | +2:23,2 |
| 28.                         | 27 | Andrejs Rastorgujevs   | Lotyšsko    | 34:03,5     | 3:04,2 (1:54,5)    | 1:39,7 (0+1+0+2)   | 38:47,4    | +3:00,1 |
| 29.                         | 17 | Quentin Fillon Maillet | Francie     | 32:44,2     | 3:13,4 (2:00,7)    | 2:59,9 (3+2+2+0)   | 38:57,5    | +3:10,2 |
| 30.                         | 24 | Tomas Kaukėnas         | Litva       | 33:41,6     | 2:56,9 (1:44,8)    | 2:19,5 (2+0+2+1)   | 38:58,0    | +3:10,7 |

Legenda:
- Čas na střelnici A – Časový interval od vstupu na střelnici po ukončení střelby, v závorce je uveden čas střelby
- Čas na střelnici B – Časový interval odjezdu po střelbě do opuštění střelnice, v závorce je uveden počet trestných kol